# Chelonus parvus
Chelonus parvus är en stekelart som beskrevs av Thomas Say 1836. Chelonus parvus ingår i släktet Chelonus och familjen bracksteklar. Inga underarter finns listade i Catalogue of Life.